# 124 (عدد)
124 هو عدد صحيح. طبيعي موجب بين 123 و125.

## في الرياضيات
- 124 عدد مضلعي. يمكن بإستخدامه تشكيل مضلع له 22 ضلع وترتيبه 3 و مضلع له 124 ضلع وترتيبه 1.
- 124 عدد سعيد
- 124 عدد لا يمكن كتابته في صيغة مجموع 3 اعداد مربعة
- 124 له الكتابة {\displaystyle 2^{7}-4}
- 124 قاسم لـ{\displaystyle 61^{2}-1}
- 124 عدد غير ملموس (باإنقليزية Untouchable number). لأنه لا يساوي مجموع كل قواسم أي عدد.
- 124 يساوي 1 - 3^5 . إذا فكتابته بنظام العدد الخماسي5 444. و هو رقم يتكون من أرقام عشرية متشابهة
- 124 عدد زائد لأنه أصغر من مجموع قواسمه مع استثناء القاسم المساو له. حيث 1+2+31=34 < 124
- 124 يساوي مجموع الأعداد الأولية (5 + 7 + 11 + 13 + 17 + 19 + 23 + 29)

## في مجالات أخرى
- هو العدد الذري لعنصر اليوبيبيوم
- يمكن كتابة الشكل | على ويندوز ب ALT+124